# Господин Смит иде у Вашингтон
Господин Смит иде у Вашингтон (енгл. Mr. Smith Goes to Washington) је америчка политичка драмедија из 1939. године, режисера Френка Капре са Џејмсом Стјуартом и Џин Артур у главним улогама. Сценарио је написао Сидни Букман, на основу необјављене приче Луиса Р. Фостера Џентлмен из Монтане, а радња филма прати новоименованог америчког сенатора који се бори против корумпираног политичког система. Филм је изазвао контроверзе када је први пут објављен, али био је успешан на благајнама и учинио је Стјуарта великом звездом. Такође се лабаво заснивао на животу америчког сенатора из Монтане, Бертона Вилера, који је доживео слично искуство током истраге администрације Ворена Хардинга.
Филм је био номинован за једанаест Оскара, укључујући оне за најбољи филм, најбољег режисера и најбољег главног глумца, а освојивши онај за најбољу оригиналну причу.  Сматра се једним од најбољих филмова свих времена и Конгресна библиотека га је 1989. изабрала као један од првих 25 филмова за чување у Националном регистру филмова Сједињених Држава, због свог „културног, историјског или естетског значаја”.

## Радња
Гувернер неименоване западне државе, Хјуберт „Хепи” Хопер, мора да изабере замену за недавно преминулог америчког сенатора Сема Фолија. Његов корумпирани политички шеф, Џим Тејлор, врши притисак на Хопера да одабере његовог човека, док популарни одбори желе реформатора, Хенрија Хила. Гувернерова деца желе да он одабере Џеферсона Смита, вођу Младих ренџера. У немогућности да се одлучи између Тејлоровог човека и реформатора, Хопер одлучује да баци новчић. Када падне на ивицу − и поред новинске приче о једном од Смитових достигнућа − он бира Смита, рачунајући да ће његова корисна слика угодити народу. Истовремено, његова наивност олакшаће им да манипулишу њиме.
Млади сенатор Смит узет је под окриље јавно цењеног, али потајно непоштеног, сенатора Џозефа Пејна, који је био пријатељ Смитовог покојног оца. Смит развија непосредну привлачност према сенаторовој ћерки Сузан. У кући сенатора Пејна, Смит води разговор са Сузан, врпољећи се и нервирајући, задивљен њом. Смитова наивна и искрена природа омогућава немилосрдној вашингтонској штампи да га искористи, брзо оцрњујући Смитову репутацију смешним сликама на насловним страницама и насловима који га означавају као сељака.
Да би Смит био заузет, Пејн му сугерише да направи предлог закона. Уз помоћ своје секретарице Кларисе Сондерс, која је била помоћница Смитовог претходника, а годинама је била у близини Вашингтона и политике, Смит осмишљава предлог закона којим се одобрава зајам савезне владе за куповину земље у његовој родној држави за национални камп за децу, који ће млади широм Америке отплатити. Донације почињу да долазе готово одмах. Међутим, предложени камп већ је део шеме изградње бране која је укључена у закон о присвајању, који је уоквирила Тејлорова политичка машинерија, а подржао сенатор Пејн.
Не желећи да разапне обожаваног Смита како би њихов план прошао, Пејн говори Тејлору да жели да изађе, али Тејлор га подсећа да је Пејн на власти пре свега кроз Тејлоров утицај. Пејн тада саветује Смита да о томе ћути. Следећег дана, када Смит говори о предлогу закона у Сенату, преко Пејна, машинерија у његовој држави оптужује Смита да покушава да профитира на свом закону, износећи лажне доказе да Смит већ поседује дотично земљиште. Смит је превише шокиран Пејнеовом издајом да би се бранио и бежи.
Клариса, која је првобитно ниподаштавала Смита, али која је временом почела да верује у њега, наговара га да покрене филибастер да одложи закон о брани и докаже своју невиност на седници Сената, непосредно пре гласања о његовом избацивању. У својој последњој прилици да докаже своју невиност, он непрекидно држи говор око 25 сати, реафирмишући америчке идеале слободе и откривајући праве мотиве бране. Ипак, нико од сенатора није уверен. Људи покушавају да му помогну, али укорењена опозиција је премоћна и сви покушаји су сломљени. Захваљујући утицају Тејлорове машинерије, новине и радио станице у Смитовој родној држави, по Тејлоровом наређењу, одбијају да пренесу оно што Смит има да кажу, па чак и искривљују чињенице против сенатора. Напори Младих ренџера да шире вести у знак подршке Смиту резултују опаким нападима на децу од стране Тејлорових послушника.
Иако се чини да је изгубљена свака нада, сенатори почињу да обраћају пажњу како се Смит приближава крајњој исцрпљености. Пејн има последњу карту у рукаву: доноси канте писама и телеграме из Смитове родне државе, наводно од обичних људи који захтевају његово искључивање. Скоро сломљен вестима, Смит проналази мали трачак наде у пријатељском осмеху председника сената. Смит се заклиње да ће наставити док му људи не поверују, али одмах пада у несвест. Преплављен кривицом, Пејн напушта седницу сената и покушава пуцњем да изврши самоубиство, али заустављен од стране сенатора који гледају. Затим упада назад на седницу, вичући признање о читавој шеми; Пејн даље инсистира на томе да га треба избацити из Сената и потврђује Смитову невиност на Кларисино одушевљење. Председник сената забавно посматра настали хаос.

## Улоге
| Глумац        | Улога                           |
| ------------- | ------------------------------- |
| Џин Артур     | Клариса Сондерс                 |
| Џејмс Стјуарт | Џеферсон „Џеф” Смит             |
| Клод Рејнс    | сенатор Џозеф Харисон „Џо” Пејн |
| Едвард Арнолд | Џим Тејлор                      |
| Гај Киби      | гувернер Хјуберт „Хепи” Хопер   |
| Томас Мичел   | „Диз” Мур                       |
| Јуџин Палет   | Чик Мекган                      |
| Бјула Бонди   | Смитова мајка                   |
| Хари Кери     | председник сената               |
| Астрид Олвин  | Сузан Пејн                      |

## Занимљивости
- Филм има јаку поруку о темељима демократије што је био разлог да су нацисти забранили филм у окупираној Француској. Критикован је и као анти-амерички и про-комунистички када је пуштен у биоскопе у Америци, због начина како је обрадио корупцију и демократске процесе у Америци.
- Једна епизода анимиране ТВ серије Симпсонови, Mr. Spritz Goes to Washington, темељи се на овом филму.